# Eparquía de Argentina y Sudamérica de la Iglesia ortodoxa rusa
Eparquía de Argentina y Sudamérica de la Iglesia ortodoxa del patriarcado de Moscú es una diócesis de dicha Iglesia que abarca las parroquias que se hallan en los países americanos al sur de México y de los Estados Unidos.
Cuenta con 30 parroquias y 20 sacerdotes. El centro administrativo de la diócesis está en Buenos Aires, con la catedral de la Anunciación de la Virgen.

## Historia
Por decreto del Santo Sínodo de la Iglesia ortodoxa rusa de 20 de octubre de 1943 fue creado el vicariato argentino de la diócesis aleutiana y norteamericana del patriarcado de Moscú. En diciembre del mismo año fue consagrado abad en la catedral San Jorge el Victorioso de Chicago el archimandrita Teodoro (Tekuchova) como obispo para Argentina.
El 29 de junio de 1946 el Santo Sínodo de la Iglesia ortodoxa rusa decidió establecer la diócesis argentina como parte del exarcado patriarcal de las Aleutianas y de América del Norte (desde 1947 exarcado de América del Norte y del Sur).
En 1947 el obispo Teodoro pudo obtener una visa para ingresar a Argentina y el 7 de abril del mismo año llegó al país. Como todas las iglesias rusas en América del Sur pertenecían a la Iglesia ortodoxa rusa fuera de Rusia, el obispo Teodoro realizó temporalmente servicios divinos en la iglesia de Gran Mártir San Jorge el Victorioso de la Iglesia ortodoxa de Antioquía. En junio de 1947 fue comprada una casa y reconstruida como iglesia, la que fue consagrada por el obispo Teodoro el 10 de julio de 1947 en honor de la Anunciación de la Bienaventurada Virgen María. El mismo día, se realizó una reunión de organización para elegir un consejo parroquial.
A principios de 1952 el obispo Teodoro debió abandonar Argentina compelido por las autoridades nacionales, que se inclinaban por la Iglesia ortodoxa rusa fuera de Rusia. El rector de la iglesia de la Anunciación, arcipreste Eutimio Mamin, fue nombrado decano de administración y representante del patriarcado de Moscú en América del Sur, pero en agosto de 1953 falleció. Su puesto fue tomado por el arcipreste Thomas Gerasimchuk.
En 1948 la parroquia de la Resurrección de Cristo de Picada Yapeyú (provincia de Misiones) abandonó la Iglesia ortodoxa rusa fuera de Rusia y se unió a la Iglesia patriarcal. En 1954–1955 dos nuevas parroquias se formaron en Misiones, en Gobernador López y en la colonia de Bayo Troncho. En 1962 Nicodemo (Rusnak) fue nombrado al frente de la diócesis, que pasó a llamarse Argentina y Sudamérica, pero solo después de 2 años pudo llegar a Buenos Aires por impedimento del Gobierno militar de Argentina. El 10 de noviembre de 1968 el arzobispo Nicodemo consagró la catedral.
El 10 de abril de 1970 el exarcado de América Central y del Sur del patriarcado de Moscú fue reorganizado como diócesis. De 1980 a 1989 la diócesis fue gobernada por Lázaro (Shvets). En Brasil se abrió un templo en honor de la Santísima Trinidad. En Chile se construyó la iglesia de San Apóstol Juan el Teólogo.
Del 30 al 31 de enero de 1990 el Consejo Episcopal de la Iglesia ortodoxa rusa decidió abolir los exarcados en el extranjero, después de lo cual la diócesis argentina continuó existiendo como una diócesis independiente. Desde 1994 Porto Alegre ha sido la residencia del representante permanente de la Iglesia ortodoxa rusa en Brasil.
El 18 de octubre de 2015 se creó el distrito del decanato del Noroeste dentro de la diócesis de Argentina y Sudamérica con la inclusión territorial de templos y comunidades en Panamá, Perú, Ecuador, Venezuela, Colombia y Bolivia.
En el 2019 se integra la misión Ortodoxa de Costa Rica, parroquia Nuestra Señora de Kazan,antigua parroquia San Andrés Apóstol, (Patriarcado Ecuménico), así como sus dos sacerdotes (Padre Serafín y Padre Silas,  Archimandrita, ) con sus fieles.

## Cronología de los obispos

### Vicarios del vicariato argentino de la diócesis de América del Norte
- Teodoro (Tekuchov) (12 de diciembre de 1943-29 de junio de 1946)

### Obispos de la diócesis de Argentina
- Teodoro (Tekuchov) (29 de junio de 1946-julio de 1952)
  - Arcipreste Eutimio Mamin (1952-agosto de 1953) (decano, administrador y representante del patriarcado de Moscú en América del Sur)
  - Arcipreste Tomás Gerasimchuk (1953-1964) (decano, administrador y representante del patriarcado de Moscú en América del Sur)
- Nicodemo (Rusnak) (21 de abril de 1964-2 de julio de 1970)
- Platón (Lobankov) (18 de julio de 1970-28 de febrero de 1971)
- Maxím (Kroja) (26 de marzo de 1972-15 de diciembre de 1973)
- Platón (Udovenko) (16 de diciembre de 1973-20 de marzo de 1980)
- Lázaro (Shvetz) (18 de abril de 1980-26 de junio de 1985)
- Macario (Svistun) (26 de junio de 1985-4 de octubre de 1985)
- Lázaro (Shvetz) (4 de octubre de 1985-10 de abril de 1989) (por segunda vez)
- Marcos (Petrovtzy) (10 de abril de 1989-1 de noviembre de 1993)
- Platón (Udovenko) (2 de noviembre de 1993-26 de julio de 2012) (por segunda vez)
  - Justiniano (Ovchinnikov) (el 26 de julio de 2012-17 de junio de 2013) (administrador temporal)
- Leonidas (Gorbachov) (17 de junio de 2013-3 de junio de 2016)
- Ignacio (Pologrudov) (3 de junio de 2016-11 de marzo de 2020)
- Leonid (Soldatov) (desde el 11 de marzo de 2020)

## Parroquias
Parroquias, templos y misiones de la eparquía:
En Argentina
- Catedral de la Anunciación, Buenos Aires
- Templo de Todos los Santos de la Tierra Rusa, Villa Caraza
- Templo de San Job Igumen Pochaevsky, San Martín
- Templo de los Mártires Reales, Mar del Plata
- Iglesia de la Santísima Trinidad, Oberá
- Parroquia de la Presentación de la Virgen María, Florentino Ameghino
- Parroquia de la Dormición de la Madre de Dios, Colonia Bayo Troncho, Los Helechos
- Parroquia de Todos los Santos de la Tierra Rusa, Gobernador López
- Parroquia de la Santa Resurrección, Picada Yapeyú
- Iglesia de San Nicolás el Taumaturgo, Gobernador Lanús
- Iglesia de San Tijon, Patriarca de Moscú y Toda Rusia y los Nuevos Mártires y Confesores de Rusia, Leandro N. Alem (en construcción)
- Templo de San Agapito, Buenos Aires (en construcción)
- Comunidad emergente, Monte Caseros[6][7]

En Brasil (distrito de decanato de Brasil)
- Templo del Santo Mártir Zinaida, Río de Janeiro
- Misión de la Protección de la Santísima Virgen, Río de Janeiro
- Iglesia de la Anunciación de la Madre de Dios, São Paulo
- Templo en honor al Icono de la Madre de Dios "Odigitria", Brasilia
- Iglesia de San Sergio de Radonezh, Porto Alegre
- Iglesia de los Santos Apóstoles Pedro y Pablo, Santa Rosa
- Templo del Apóstol y Evangelista Juan, Campinas das Missóes
- Comunidad en nombre de los Santos Mártires Fe, Esperanza, Amor y su Madre Sofía, Manaus
- Templo del Apóstol y Evangelista Mateus, Pernambuco[8]

En Bolivia
- Iglesia de la Santísima Trinidad en la Embajada de la Federación Rusa, La Paz
- Comunidad en Santa Cruz de la Sierra

En Colombia
- Parroquia en nombre de San Serafín de Sarov, Bogotá
- Comunidad de Nuevos Mártires y Confesores de Rusia, Cali

En Panamá
- Iglesia de la intercesión de la Santísima Virgen, Ciudad de Panamá

En Perú
- Parroquia a nombre de la Santísima Matrona de Moscú, Lima

En Chile
- Comunidad ruso-serbia en nombre de San Nicolás de Serbia, Santiago
- Iglesia del Apóstol y Evangelista Juan, Santiago

En Ecuador
- Parroquia en honor a la Santísima Trinidad, Quito

En Costa Rica:
- Parroquia Nuestra Señora de Kazan  Alajuela